# Ján Jesenský
Ján Jesenský ou Jessenius de Jessen (né en 1566 à Wrocław et décédé le 21 juin 1621 à Prague), dont le nom latinisé est Iohannes Iessenius, est un médecin, politicien et philosophe slovaque.
Médecin personnel de Rodolphe II puis de son frère Matthias Ier, il est surtout connu comme l'introducteur des études anatomiques en Europe centrale. Impliqué dans les conflits politiques et religieux de son époque, il connait une fin particulièrement tragique et cruelle.

## Biographie
Fils d'une famille aisée, il étudie dans plusieurs universités européennes : l'Université de Wittemberg à partir de 1583, puis l'Université de Leipzig en 1585 et enfin l'Université de Padoue en 1588 où il devient docteur en médecine. En Italie, il est influencé par ses maîtres Francesco Piccolomini (1523-1607) et d'Acquapendente (1533-1619).
Il est recteur de l'Université de Wittemberg en 1597, puis de l'Université de Prague en 1601.
Ami de l'astronome Tycho Brahe, c'est grâce à ce dernier qu'il devient le médecin de l'empereur Rodolphe II. Bien que Matthias Ier ait intrigué pour prendre la place de son frère, il conserve Ján Jesenský comme médecin.
Sur le plan philosophique et politique, il fait partie d'une fraction protestante de Bohème, plutôt progressiste pour l'époque, opposée à l'autorité de l'Église et à la monarchie de Habsbourg. En 1590, à l'âge de 25 ans, il avait déjà publié un discours contre la tyrannie en déclarant : « De même qu'il  n'y a pas lieu d'accorder à un médecin le droit de tuer impunément, on ne peut accorder à un tyran celui de ruiner l'État, mais il faut s'en saisir comme d'un fou furieux et le maîtriser ».
Aussi, lorsque Ferdinand II fait de la Bohème, terre utraquiste de langue slovaque, un pays catholique de langue allemande, il se rebelle avec d'autres nobles pour participer à la seconde défenestration de Prague en 1618.
Après la défaite de la Bohême sur la Ligue catholique lors de la Bataille de la Montagne Blanche le 8 novembre 1620, il est arrêté et accusé de félonie.
Avec 27 autres nobles, il est exécuté le 21 juin 1621 à Prague d'une manière particulièrement cruelle : on lui arrache la langue, son corps est découpé en pièces pour être empalées sur les herses de la ville. Sa tête et celles de ses compagnons sont exposées sur la Tour du pont Charles (cs) pendant dix ans, avant d'être inhumées dans l'église de Notre-Dame du Týn ,.
Ces exécutions suscitèrent une vive émotion dans toute l'Europe, attisant le début de la guerre de Trente Ans. De nombreux pamphlets furent publiés par solidarité et compassion pour Jessenius et ses compagnons, et l'on fut d'avis qu'il valait mieux, pour un médecin, de ne pas se mêler de politique.

## Travaux
Connu comme anatomiste, il n'est pas un pionnier dans ce domaine, mais il est considéré comme le principal promoteur de la médecine académique de la Renaissance tardive en Europe centrale.
Sa principale contribution est d'avoir publié en 1600, la réalisation de la première dissection humaine publique à Prague. Il justifie cette recherche anatomique par trois principes : le « connais-toi toi-même » (le corps comme instrument de l'âme), la téléologie inspirée de celle de Vésale (l'anatomie humaine comme le résultat d'une volonté ou sagesse divine), et la tradition humaniste de la Renaissance (la dignité de l'Homme) .
Il écrit nombre de livres de médecine, notamment sur le rôle de la langue dans la prononciation, mais également en chirurgie et sur les maladies contagieuse comme la peste qui sévit à l'époque,. En toxicologie, il discute des effets de quelques poisons et de leurs traitements, comme l'euphorbe, l'hellébore, l'arsenic, l'opium, le dioxyde de plomb et l'hydroxyde de calcium. 

## Publications
- De mithridatio et theriaca, Disputatio Wittenberg (Stephanus Marcellus Austrius) 1598; réimpression Gießen 1614.

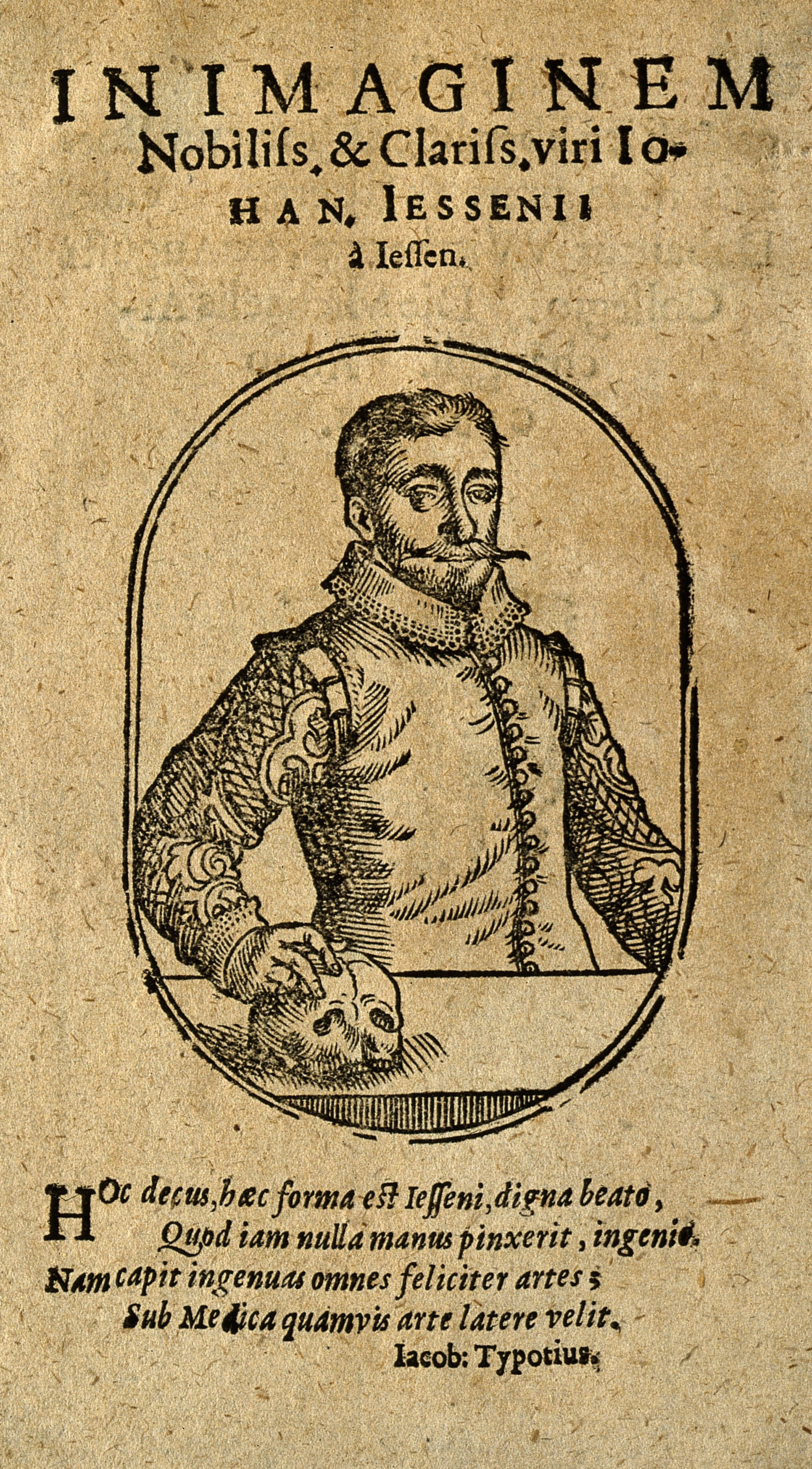
Johann Jessenius, gravure sur bois, vers 1601.

- Anatomiae, Pragae anno 1600 abs se solenniter administratae historia. Wite[n]bergae 1601.
- De ossibus tractatus. Wite[n]bergae 1601.
- De vita et morte Tychonis Brahei oratio funebris. Pragae 1601.
- Institutiones Chirurgicae quibus universa manu medendi ratio ostenditur. Wite[n]bergae 1601. 
  - traduction allemande : Anweisung zur Wund-Artznei, in welcher alle u. jede Art u. Weise durch die chirurgischen Handgriffe zu heilen gewiesen werden. Nürnberg 1674.
- De anima et corpore universi. Pragae 1605.
- De generationis et vitae humanae periodis. 1610
- Divorum imperatorum … Ferdinandi I. et Maximiliani II. progenies augusta. Francofurtum 1613.
- Matthiae Austriaci coronatio in regem Hungariae. [Hannover 1613].
- De sanguine vena secta demisso judicium. Daniel Sedesanus [Sedlčanský], Prag 1618
  - nouvelle édition, avec commentaires : D. Johannis a Jessen Equ. Hung. de Sanguine, Vena Secta, dimisso Judicium, Notis et Castigationibus ad hodierna et vera Artis medicae principia accomodatum a Jacobo Pancratio Brunone. Nürnberg 1668.
- Ad Regni Boemiae, Simulque Coniunctarum, Faederatarum Provinciarum, Marchionatus Moraviae, Ducatus Silesiae, & Marchionatus Lusatiae, Inclitos Ordines: De Restauranda Antiquissima Pragensi Academia, Rectoris Jessenii … Exhortatio. Congregatis Pragae, Mense Augusto, Anni MDCXIX. exhibita. 
  - traduction allemande :  An deß Königreichs Böheimb/ unnd derselben incorporirten Landen/ alß Marggraffthumbs Mährern/ Hertzogthumbs Schlesien/ Marggraffsthumbs Laußnitzs/ löbliche Stände, wegen erneuerung/ der Uhralten Pragrischen Universitet, vermanung/ Von deroselben Rectorn Doct. Jessenio, neben seinen Collegen, bey derer versammlung, zu Prag, im August Monat, deß 1619. Jahr/ ubergeben.)
- Legationis in regiis Ungaror. comitiis proximis, nomine evangelicorum regni Boehmiae ordinum, a Jessenio … obitae, Renunciatio. Pragae 1619.
  - traduction allemande : Ablegung der Legation, Auff den letztgehaltenen Königlichen Reichstag, in Ungarn, im Namen der Evangelischen Stände deß Königreichs Böheim / Von Doct. Jessen verrichtet … Erstlich in Lateinischer Sprach zu Prag getruckt, Nun aber in Hochteutsch … verdolmetschet. 1619
- Oratio parresiastica, qua auxilia a rege et ordinibus Ungariae petuntur, habita Neo-Solii in comitiis. Saragossa 1621.